# Alchemilla debilis
Alchemilla debilis é uma espécie de rosácea do gênero Alchemilla, pertencente à família Rosaceae.